# Andrew Knott
Andrew Knott (Salford, 22 novembre 1979) è un attore britannico.

## Biografia
Ha debuttato al cinema nel 1993, a 13 anni, interpretando Dickon ne Il giardino segreto; da questo ruolo fu candidato agli Young Artist Awards.
Negli anni a seguire, ha lavorato soprattutto in serie televisive.

## Filmografia parziale
- Il giardino segreto (The Secret Garden), regia di Agnieszka Holland (1993)
- Black Beauty, regia di Caroline Thompson (1994)
- Police 2020, regia di David Richards (1997)
- La casa della peste (The Sickhouse), regia di Curtis Radclyffe (2008)
- Sex & Drugs & Rock & Roll, regia di Mat Whitecross (2010)
- In Our Name, regia di Brian Welsh (2010)
- Orrible, regia di Giles Ripley (2011)
- Seamonsters, regia di Julian Kerridge (2011)
- Black Mirror, serie TV (episodio 1x01) - (2011-in corso)
- Ollie Kepler's Expanding Purple World, regia di Viv Fongenie (2013)
- Spike Island, regia di Mat Whitecross (2013)
- The Lady in the Van, regia di Nicholas Hytner (2015)
- Hymn of Hate, regia di Matt Kennard (2018)
- Rachel (My Cousin Rachel), regia di Roger Michell (2017)
- Swimming with Men, regia di Oliver Parker (2018)
- Leonardo, regia di Daniel Percival – serie TV, episodi 1x01, 1x02 (2021)

## Doppiatori italiani
Nelle versioni in italiano dei suoi lavori, Andrew Knott è stato doppiato da:
- Alessandro Tiberi ne Il giardino segreto[1], The History Boys[2]
- Simone Crisari in Black Mirror[3]
- Francesco Bulckaen in Grantchester